# Zou Fulei
Zou Fulei ou Tsou Fu-Lei ou Tsou Fou-Lei (chinois : 邹复雷) est un peintre chinois du XIVe siècle. Ses dates de naissance et de décès ainsi que ses origines ne sont pas connues, mais il est actif vers le milieu du XIVe siècle.

## Biographie
Zou Fulei est poète et peintre de fleurs de prunier dans le style de Zhongren. La (Freer Gallery of Art) de Washington DC conserve de lui un rouleau horizontal accompagné d'un poème du peintre daté 1360, Le souffle du printemps. 

## Les oiseaux et les fleurs, les bambous et les pruniers en fleur
Les chapitres consacrés aux périodes pré-Song et Song, retracent le développement de trois vastes catégories thématiques de la peinture chinoise: les personnages, les paysages et une troisième catégorie incluant divers sujets puisés dans la nature, les animaux et les oiseaux, les insectes et les plantes. Les peintures d'oiseaux, de fleurs et d'animaux des maîtres de la période Song atteignent des sommets d'intelligence et de raffinement technique auxquelles on ne parvient plus jamais. Le prunier en fleur, est l'un des thèmes favoris des peintres lettrés sous la dynastie des Yuan comme on peut le constater avec Souffle printanier ou Souffle du printemps de Zou Felei.
Ce célèbre tableau est la seule œuvre qui nous reste de ce maître moins connu mais extrêmement accompli de la peinture de pruniers à l'encre. On ne sait rien de lui hormis ce que disent les inscriptions sur la peinture, c'est-à-dire qu'il est médecin taoïste et peintre de pruniers en fleur. Il vit à l'écart du monde avec son frère aîné, artiste lui aussi, spécialisé dans les bambous. La peinture est datée 1360. Zou Fulei est probablement l'un de ces nombreux hommes cultivés qui deviennent « ermites » pendant les troubles de la fin des Yuan, vivant de leur savoir et de leurs talents artistiques. Dans le poème qui figure sur la peinture, il décrit ce moment où l'on est assis, par une nuit d'automne, à souhaiter le retour du printemps, tandis que la lune brille sur les pruniers dénudés; sa peinture, dit-il, préservera pour lui les ombres que les branches en fleur réfléchissent au printemps sur la cloison en papier. On peut lire dans cette déclaration l'expression voilée d'un désir ardent de retour à la paix et à un gouvernement stable. 

## Technique maîtrisée
La branche de prunier de Zou est l'une des réalisations au pinceau et à l'encre les plus parfaitement maîtrisées de toute la peinture chinoise. De même que Rochers élégants et arbres épars de Zhao Mengfu, elle montre comment des traits de pinceau apparemment spontanés, « calligraphiques », peuvent assumer une fonction figurative à l'intérieur de la structure d'une image, en rendant l'ombre et la lumière, la rugosité de l'écorce, le jaillissement des jeunes pousses et le sentiment de vigoureuse croissance de l'ensemble. Des pointillés noirs insistants, de taille variées, représentent la mousse du tronc, les calices des fleurs, les bourgeons encore fermés à l'extrémité des ramilles, et donnent en outre un vibrant frémissement à toute la peinture. Encore plus impressionnants, quand on étudie cette œuvre extraordinaire, sont la parfaite courbe ascendante du long trait qui termine la branche, le motif dessiné par l'élan vertical ou incurvé des jeunes pousses, et la façon de peindre les fleurs: chaque pétale, parfaitement rond et de ton uniforme, semble être obtenu en permettant à une gouttelette d'encre diluée de sécher sans toucher la surface du papier.

## Musées
- Washington DC (Freer Gallery of Art):
  - Souffle printanier ou Souffle du printemps, rouleau portatif, encre sur papier daté 1360. 34,1x223,4 centimètres.